# Turčiansky Peter
Turčiansky Peter (in ungherese Turócszentpéter) è un comune della Slovacchia facente parte del distretto di Martin, nella regione di Žilina.